# Edson Vieira de Rezende
Edson Vieira de Rezende foi um político brasileiro do estado de Minas Gerais.
Foi eleito deputado estadual na Assembleia Legislativa de Minas Gerais para a 2ª Legislatura (1951 - 1955), pelo PSD. Foi substituído pelo deputado João de Almeida no período de 25/3/1952 a 9/6/1952.